# كارل فريدريك هاغن
كارل فريدريك هاغن (بالنرويجية البوكمول: Carl Fredrik Hagen)‏ هو دراج نرويجي، ولد في 26 سبتمبر 1991 في أوباغور في النرويج.

## وصلات خارجية
- كارل فريدريك هاغن على موقع الاتحاد الدولي للدراجات (الإنجليزية)
- كارل فريدريك هاغن على موقع أرشيف الدراجات (الإنجليزية)
- كارل فريدريك هاغن على موقع إحصائيات الدراجات الإحترافية (الإنجليزية)
- كارل فريدريك هاغن على موقع نسبة الدراجات (الإنجليزية)
- كارل فريدريك هاغن على موقع MTB Data (الإنجليزية)
- كارل فريدريك هاغن على موقع الاتحاد الدولي للتزلج (التزلج الريفي) (الإنجليزية)